# Felip de Ferran i de Çacirera
Felip de Ferran i de Çacirera (Barcelona, 1658 — Nàpols, 1715) fou un militar i polític austriacista català. Fou l'ambaixador català a la Haia durant la Guerra de Successió Espanyola.
El 1700 fou un dels fundadors de l'Acadèmia dels Desconfiats.
El setembre de 1714, després de la mort de la reina Anna d'Anglaterra es va entrevistar amb el llavors nou rei de la Gran Bretanya, l'alemany Jordi I, que de camí a Londres s'havia compromès a alliberar Barcelona, havent ja el secretari de la regència Joseph Addison ordenat a l'almirall James Wishart la concentració de l'armada britànica al port de Maó. Era el 18 de setembre i encara no sabia de la caiguda de Barcelona: el compte enrere per salvar Barcelona, i amb ella les llibertats de Catalunya, havia finalitzat tan sols feia sis dies.
A Riudoms hi ha el Mas de Don Felip, del qual en fou propietari i encara avui s'anomena així en referència a ell.